# Pont de Noirmoutier
Le pont de Noirmoutier est un pont situé dans le département français de la Vendée, construit au début des années 1970 pour relier l'île de Noirmoutier au continent. Avant son ouverture, un service de navettes maritimes faisait le trajet entre l'estacade de La Fosse et celle de Fromentine.

## Présentation
Il relie les communes de Barbâtre, au Sud de l'île de Noirmoutier, à La Barre-de-Monts, sur la côte nord-vendéenne, et permet de traverser le détroit de Fromentine. Construit par les sociétés Dumez et Sacer sous la maîtrise d'œuvre et direction financière du département, sa première pierre a été posée le 12 mai 1969 à Fromentine et il fut ouvert au trafic le 7 juillet 1971, afin d'offrir une alternative au passage du Gois (chaussée submersible à marée haute). Une plaque émaillée a été posée au sommet contre la rambarde pour rappeler l'événement.
En 1977, une augmentation du tarif du péage entraîna des manifestations d'usagers îliens, avec blocage de la circulation aux entrées du pont, élévation de barricades et intervention d'une compagnie de CRS. Le péage fut supprimé à partir du 1er juillet 1994, sans doute compte tenu de nombreux accidents survenus sur le passage du Gois, en clair, des automobilistes qui n'avaient pas été attentifs aux horaires des panneaux indiquant la montée de la Marée et qui se retrouvèrent coincés dans leur voiture, mais également aussi afin d'éviter de dégrader les pavés de cette route submersible[réf. souhaitée].
Après une expertise réalisée en 2016, des travaux de restauration visant notamment une meilleure étanchéité du tablier sont effectués depuis 2017.

## Caractéristiques techniques

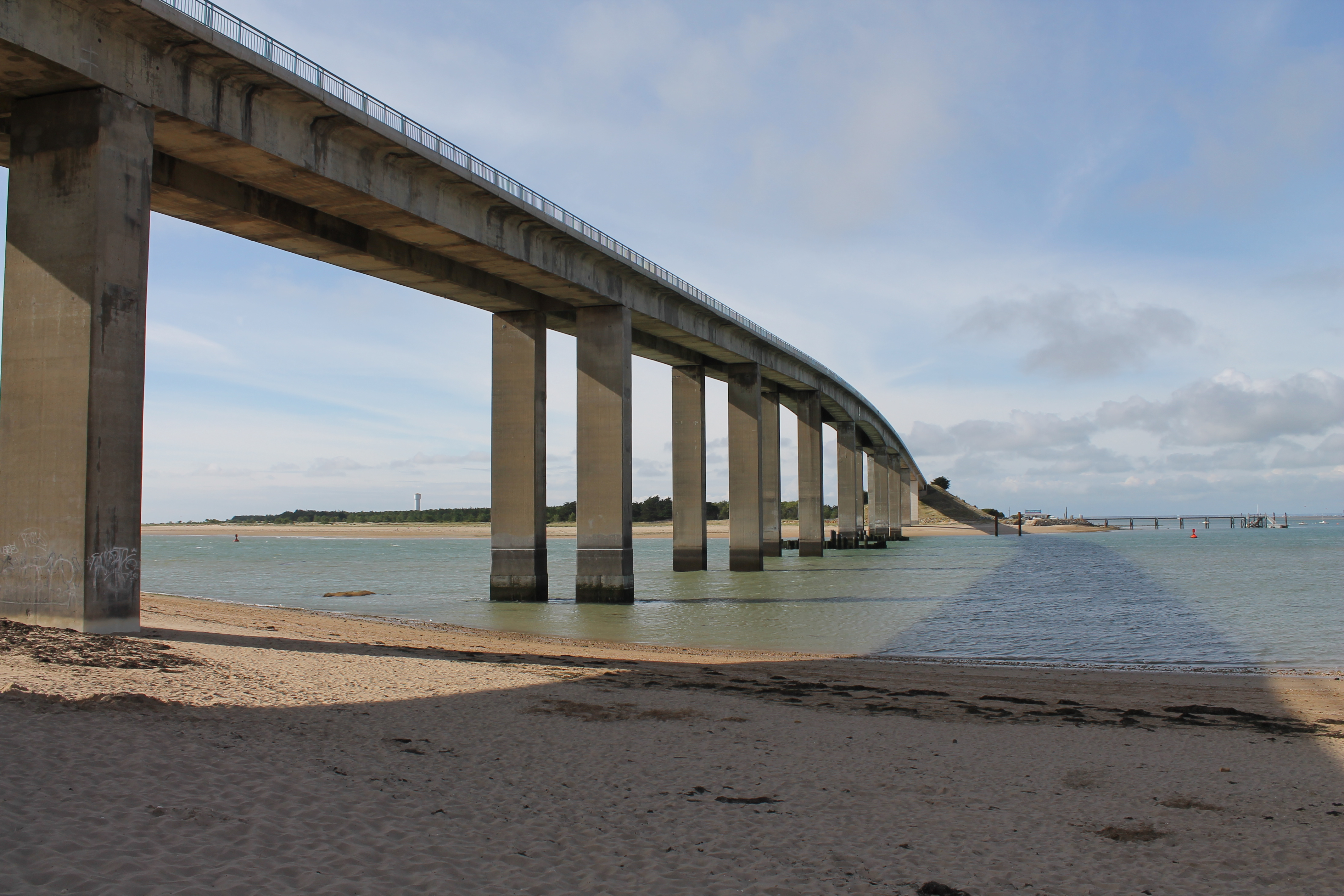
Le pont vu depuis l'une des plages de La Barre-de-Monts.

Les caractéristiques techniques du pont de Noirmoutier sont les suivantes. (Dossier STRUCTURAE Ouvrages) :
- Longueur totale : 583 m
- Portée centrale principale : 88 m
- Largeur du tablier : 13,50 m
- Hauteur sous travée principale : 24,00 m
- Viaduc d'accès côté continent : 4 travées continues de 55 m de portée
- Travées latérales : 2 travées continues de 55 m
- Viaduc d'accès côté île : 3 travées continues de 55 m de portée

Le tablier est constitué de deux poutres caissons latérales en béton précontraint de 3,80 m de largeur avec des encorbellements de 1,32 m. Ces deux caissons préfabriqués sont reliés par une dalle hourdis coulée en place de 0,80 m d'épaisseur.
Les piles sont fondées profondément jusqu'au bon sol, pour reposer sur un sol rocheux. Les fondations font environ le double de la hauteur visibles des piles. Ces dernières sont creuses, sauf les deux de la travée centrale pleines, en prévision de collisions avec d'éventuels bateaux.
La construction s'est faite par l'assemblage de voussoirs, à l'aide d'une poutre de lancement permettant de poser en encorbellement symétrique de chaque côté des appuis, les 258 voussoirs préfabriqués dont le poids unitaire est d'environ 50 t.
La construction des piles en béton armé a utilisé 4 000 m3 de béton, 13 500 m2 de coffrages et 250 tonnes d'acier à Haute Adhérence. Le tablier a nécessité 4 500 m3 de béton, 160 tonnes d'acier à Haute Adhérence et 180 tonnes de câbles d'acier pour la précontrainte des poutres.

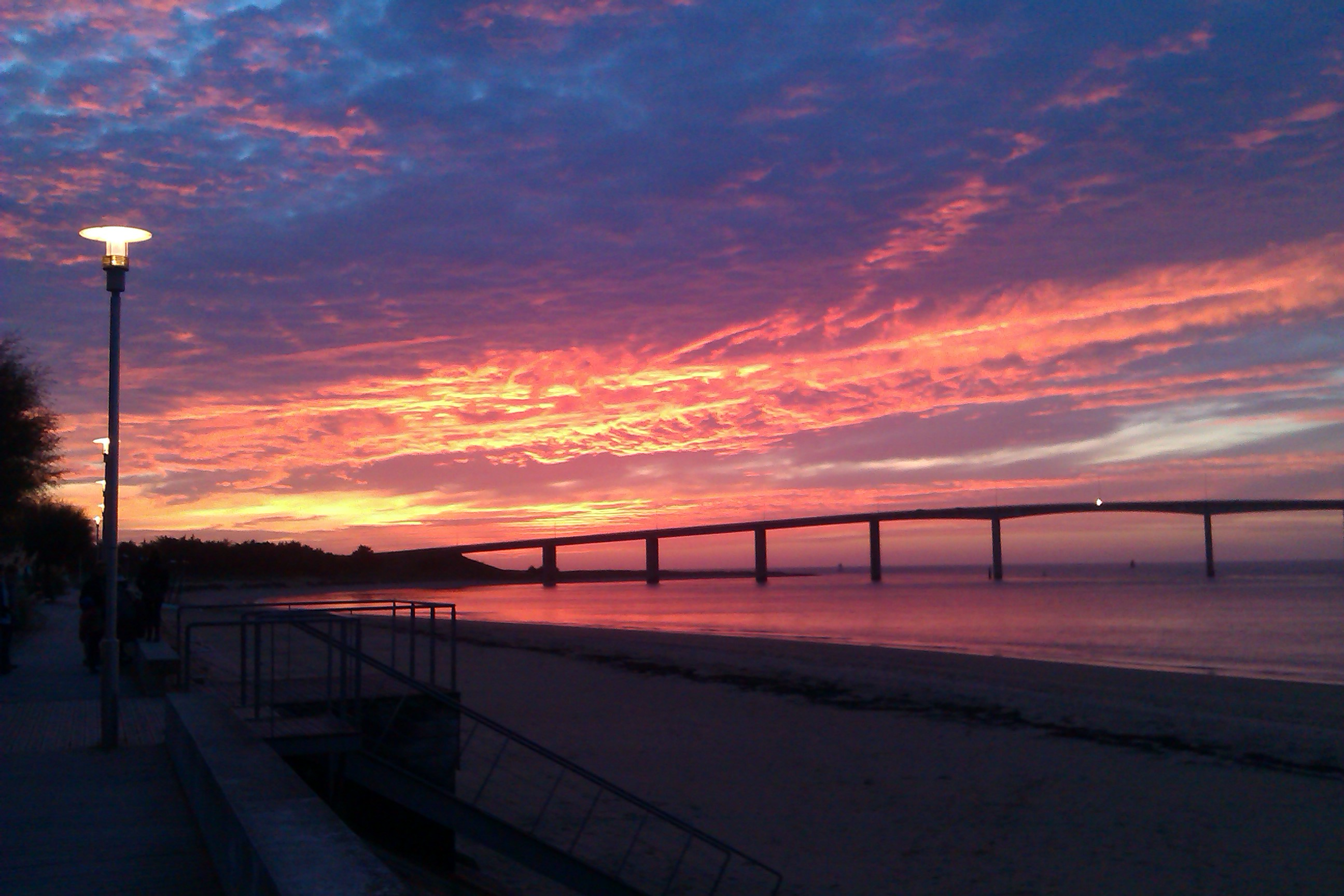
Vue de l'ouvrage depuis Fromentine.